# ابتدایی (مجموعه تلویزیونی)
ابتدایی (به انگلیسی:Elementary) یک سریال آمریکایی محصول سال ۲۰۱۲ است که سی‌بی‌اس آن را پخش می‌کرد
.این سریال در عین حال که یک داستان کلی دارد ولی در هر قسمت ماجرایی جداگانه رقم میخورد.
فصل آخر و هفتم آن سال ۲۰۱۹ پخش شد.

## خلاصه داستان
داستان روایتی نوین از شخصیت شرلوک هولمز است.
او پس از اعتیادش به مواد مخدر برای ترک به نیویورک می‌آید و سعی می‌کند با کمک دکتر جون واتسون آن را ترک کند و همزمان نیز پرونده‌های جنایی را حل کند.
از دیگر ویژگی سریال زن بودن دو شخصیت اصلی آن یعنی دکتر واتسون و موریارتی است.